# Joachim Winkelhock

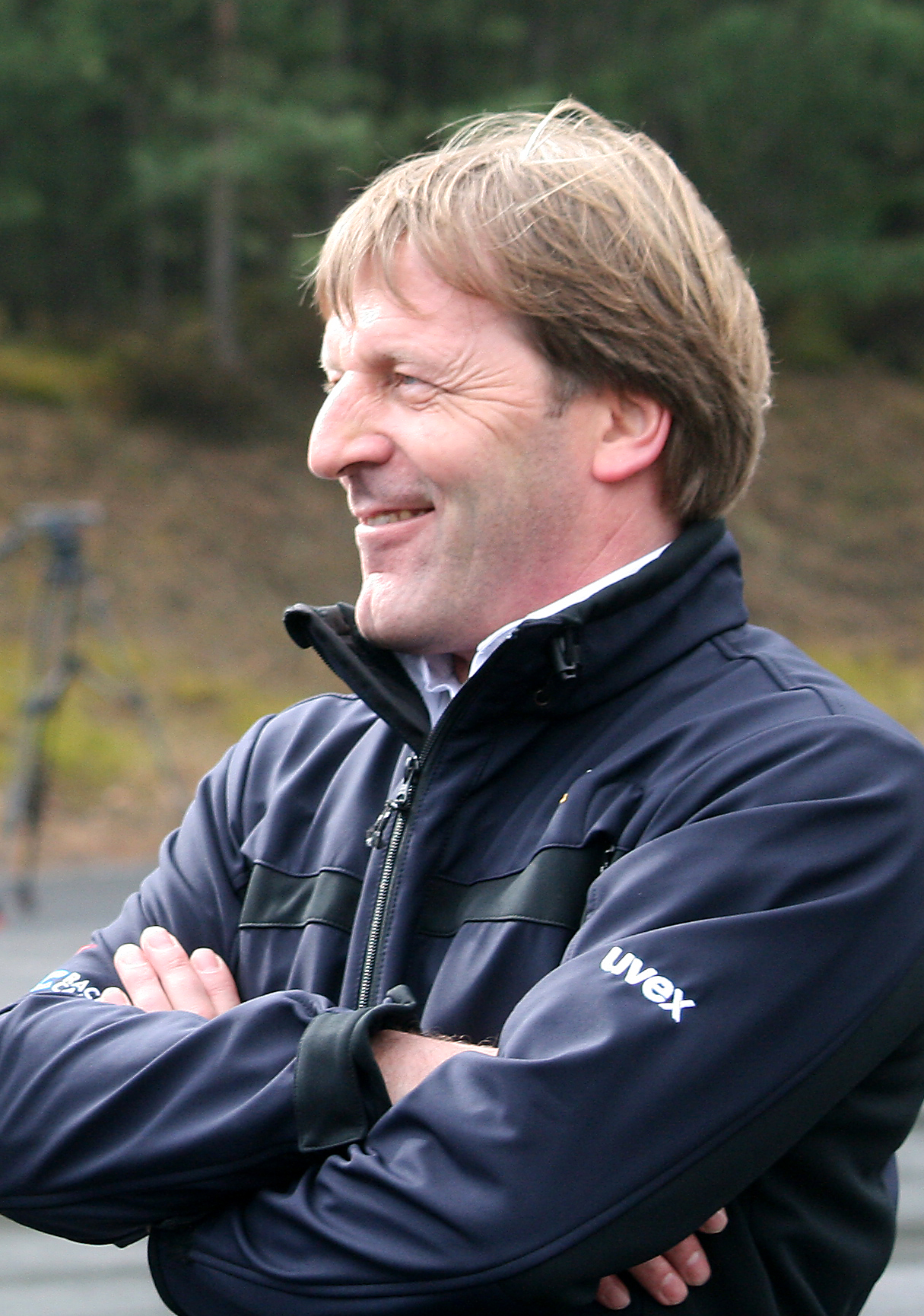
Joachim Winkelhock in 2010

Joachim Winkelhock (Waiblingen, 24 oktober 1960) is een Duits autocoureur. Hij is een jongere broer van Manfred Winkelhock en een oom van Markus Winkelhock.
Het begin van Winkelhocks autosportcarrière was weinig voortvarend, niet geholpen door het dodelijke ongeval van zijn broer in 1985. In 1988 won hij uiteindelijk het Duits Formule 3-kampioenschap en een jaar later stapte hij in de Formule 1 bij het kleine team van AGS. Dit werd echter geen succes, alle zeven deelnames stranden al in de pre-kwalificatie. Halverwege het seizoen vertrok Winkelhock.
Hierna vervolgde hij zijn carrière in toerwagenklasses. Hij won de 24 uur van Nürburgring in 1990 en 1991, het Britse toerwagenkampioenschap in 1993, het Aziatische-Pacifische toerwagenkampioenschap in 1994, de 24 uur van Spa-Francorchamps in 1995, en de 24 uur van Le Mans in 1999. In 2003 nam hij afscheid van de autosport.
Joachims bijnaam was Smokin' Jo, vanwege zijn liefde voor sigaretten.